# Графов, Игорь Александрович
Игорь Александрович Графов (1923—1944) — младший лейтенант Рабоче-крестьянской Красной Армии, участник Великой Отечественной войны, Герой Советского Союза (1944).

## Биография
Игорь Графов родился 14 ноября 1923 года в Петрограде в рабочей семье. Во время учёбы в школе увлекался математикой, физикой, историей, геологией, спортом, готовился к поступлению в институт киноинженеров. В 1941 году Графов был призван на службу в Рабоче-крестьянскую Красную Армию. Окончил краткосрочные курсы прожекторно-зенитного училища. С января 1942 года — на фронтах Великой Отечественной войны, воевал на Ленинградском фронте. К февралю 1944 года младший лейтенант Игорь Графов командовал зенитно-пулемётным взводом 803-го армейского зенитно-артиллерийского полка 2-й ударной армии. Отличился во время форсирования реки Нарвы.
Когда взвод Графова переправился через Нарву, он попал под сильный вражеский огневой удар. 22 февраля в течение 17 часов противник предпринимал контратаки против позиций взвода. Из-за массированного артиллерийского огня он не получал подкрепления и боеприпасов. Когда один из пулемётчиков погиб, Графов занял его место и принял активное участие в отражении шести вражеских атак. Получил ранение, но поля боя не покинул, продолжая вести огонь. Во время седьмой контратаки у Графова закончились патроны. Он был окружён солдатами противника. В рукопашной схватке он попытался оказать сопротивление, но был убит. Командир отделения взвода Графова Александр Румянцев открыл огонь по атаковавшим Графова немецким солдатам и уничтожил их. Приняв командование взводом на себя, Румянцев продолжал отбивать вражеские атаки до подхода подкрепления. Графов был похоронен в братской могиле в городе Кингисепп Ленинградской области.

## Награды
Указом Президиума Верховного Совета СССР от 1 июля 1944 года младший лейтенант Игорь Графов посмертно был удостоен высокого звания Героя Советского Союза.
Также был награждён орденами Ленина и Красной Звезды, медалями.

## Память
В честь Графова были названы улицы в Санкт-Петербурге и Нарве.
В марте 2023 года министр государственного управления Эстонии Рийна Солман предложила городу Нарве в течение двух месяцев изменить названия пяти улиц, поскольку они связаны с лицами, символами или событиями, направленными против создания Эстонской Республики и противоречат закону о топонимах. Среди них была и улица Игоря Графова. Комиссия по топонимам Нарвской горуправы предложила переименовать её в улицу Мадизе (эст. Madise tänav), и Совет по топонимам одобрил это название.
На выезде из города Нарвы, неподалёку от места гибели Графова в 1973 году ему был установлен памятник. 16 августа 2022 года он был демонтирован решением правительства Эстонской республики вместе с пятью другими памятниками Нарвы, посвящёнными Великой Отечественной войне.